# جيسي رونسون
جيسي رونسون (بالإنجليزية: Jesse Ronson؛ مواليد 24 ديسمبر 1985) هو مُقاتل فنون قتالية مختلطة كندي.

## وصلات خارجية
- جيسي رونسون على موقع يو إف سي (الإنجليزية)
- جيسي رونسون على موقع شيردوغ (الإنجليزية)
- جيسي رونسون على موقع IMDb (الإنجليزية)